# 子嚢菌門
子嚢菌門（しのうきんもん）は、菌界に属する分類群の一つであり、担子菌門と並ぶ高等菌類である。減数分裂によって生じる胞子を袋（子嚢）の中に作るのを特徴とする。

## 概説
子嚢菌門は菌界の中の分類群で、微小な子嚢（しのう）を形成しその中に減数分裂によって胞子を作るのを特徴とする。担子菌門 とともに真菌類中の大きな部分（70パーセント程度）を占める。例として、酵母（出芽酵母、分裂酵母）、カビ（アオカビ、コウジカビ、アカパンカビ）や、一部のキノコ（アミガサタケ、トリュフ）がある。
構造の単純なものは酵母のような単細胞生物から、糸状菌まで、子実体を全く形成しないものから複雑な構造の子実体を作るものまで、その形態は多種多様である。子実体としてはかなり大柄なキノコを作る例もあるが、大部分のものは、ごく小型の子実体を形成する、目立たないものである。それらは往々に微小菌類と言われる。
藻類との共生体を形成して地衣類となる菌類も大部分がここに含まれる。
多くのものでアナモルフが発達し、無性胞子として分生子形成を行う。無性生殖だけで繁殖する、いわゆるアナモルフ菌（不完全菌）類も大部分がここに含まれると考えられる。アオカビやコウジカビなど、むしろ不完全菌の姿の方がなじみのあるメンバーも多い。
出芽酵母やコウジカビなどは発酵関係で多くの利用がある。またうどんこ病菌やタフリナ（天狗巣病菌）をはじめ多数の植物病原菌を含む。ヒトの病気の原因になるものとして、白癬菌（水虫）、膣炎や皮膚炎の原因となるカンジダ、アスペルギルス症を起こすコウジカビ属菌などがある。カリニ肺炎の病原体Pneumocystis carinii は従来カリニ原虫と呼ばれてきたが、現在では子嚢菌に近いことが明らかになっている。
分子時計によると、子嚢菌は先カンブリア時代の5億年前から6億年前に生まれた。

## 栄養体
子嚢菌類の栄養体は、多くのものがよく発達した菌糸体を形成する。菌糸体を構成する菌糸には規則的に隔壁があり、多細胞体となっている。しかし、隔壁の中央には隔壁孔という穴が開いており、これを通じて細胞質や細胞器官が移動することが出来、また核もこれを通過して移動することがある。従って、その菌糸体は実質的には多核体である。なお、担子菌に見られるような隔壁孔の周囲の構造はこの類にはない。
一部のものは単細胞状態で増殖し、酵母の形を取る。その場合の増殖は分裂や出芽による。またラブールベニア類は菌糸を発達させず、宿主である昆虫の体表面に立ち上がる個別の菌体だけからなる。

## 生活環
子嚢菌は無性世代（不完全世代＝アナモルフ）と有性世代（完全世代＝テレオモルフ）を持つものが多い。

### 不完全世代
不完全世代は半数体で、これが栄養体にあたる。菌糸を形成するものではこの状態で菌糸体を発達させ、酵母状のものではこの状態で増殖する。時に核に突然変異を生じたり他の株と癒合することで同一菌体内に遺伝的に異なる核が存在することがあり、これを異核共存体という。なお、このようなものでは菌糸体の内部で減数分裂や核の融合が行われ、見かけ上では有性生殖の形を取らないままに実質的に有性生殖と同等の現象を起こす例が知られ、これを疑似有性生殖という。
不完全世代はまた無性胞子（分生子）を作って繁殖するものが多く（特に不完全菌類はこれだけで繁殖する）、また植物病原菌などで多種類の無性胞子を作って複雑な生活環を営むものもある。

### 完全世代
有性生殖は酵母では細胞の接合によって行われる。菌糸体を発達させるものでも菌糸の接合を行うものもあるが、生殖器官を形成するものもある。雌性生殖器として造嚢器を形成するものもある。これは多核の細胞がコイル状に巻いたもので、先端には糸状の受精毛を持つ場合もある。雄性生殖器としては細長い糸状の造精器を形成するもの、発芽力がない小型の胞子といった姿の不動精子を作るもの、あるいは分生子としての機能も有する小分生子を作るものなどがある。これらが接合して完全世代となり、子実体や子嚢を作る。
交配の様式としては同一株では接合できない自家不和合性のものと自株内で接合が可能な自家和合性のものがある。前者では単一の子嚢胞子から発芽した菌糸同士では接合は行わないのが当然であるが、例外がある。後述のように子嚢胞子は減数分裂によって作られ、その後に体細胞分裂を1回して8個の胞子が形成される。ところが Neurospora tetrasperma や Podospora anserina などでは胞子は4個しか形成されず、個々の胞子には2個の核が含まれる。そのためこれらの種では単独で稔性があり、一見では自家和合性に見える。これを二次的自家和合性といい、このような菌糸体も異核共存体である。
遺伝学の研究には完全（有性）世代が必要である。古くから遺伝学に用いられてきたアカパンカビ Neurospora crassa は最初から完全世代が知られている。コウジカビ属Aspergillus は不完全菌類であるが、完全世代の知られるEmericella nidulans（＝Aspergillus nidulans）が遺伝学の研究に用いられる。
なお、担子菌では接合後に菌糸が発達して菌糸体を新たに形成し、これを二次菌糸と言うが、子嚢菌類ではタフリナ類などをのぞいては二次菌糸は子実体にのみ見られる。

### 不完全菌
分生子形成などの無性生殖でのみ繁殖する菌を不完全菌という。それらは実際には有性生殖を有している可能性があるが、それを実際に確認することは難しい。また有性生殖を実際には行っていない可能性もある。その多くが子嚢菌類に属すると考えられている。ただし子嚢菌類にも不完全世代（アナモルフ）を発達させない例もあるし、担子菌系の不完全菌も知られている。かつては有性生殖が確認出来ない限りは正しい分類が出来ないとしていたが、現在では遺伝情報からその分類上の位置を推定することが可能となっている。

## 子嚢
子嚢菌は有性生殖器官として子嚢を作る。子嚢は細胞や菌糸の接合によって生じた複相(2n)の細胞に始まり、その内部で減数分裂が行われる事で単相(n)の核を生じ、これが胞子となるものである。従ってまず四個の細胞が作られるが、典型的なものではさらにもう一度の体細胞分裂が起こって胞子は8個形成される。なおこのため、8細胞を1列に配置する種では、隣接する2個の胞子が遺伝的に同じとなる。
こうしてできる半数体の核は膜（真正子嚢菌Euascomycetesでは細胞膜に、半子嚢菌Hemiascomycetesでは核膜に由来する）に包まれて胞子となる。胞子はさらに分裂して複数細胞になる場合もあり、また子嚢内部で数を増やす例も知られる。
それが集まって子嚢果とよばれる構造を形成することもある（大きいものはいわゆるキノコとなる）。子嚢果の形態は分類基準として重要とされてきた。

## 子実体
子嚢菌類の子実体は、その形態によって大きく4つに分けられる。
閉子嚢殻(Cleistothecium)
子嚢は袋状の壁に被われ、ほぼ球形で口は開かない。子嚢は球形で殻の内部に散在する。子実体表面を覆う壁は菌糸がしっかり融合した石垣状になったものもあるが、個別の菌糸がはっきり区別できて、粗い菌糸の層である例もある。普通はごく小さくて肉眼での判別が困難。コウジカビなどの子実体がこれに当たる。
子嚢殻(Perithecium)
子嚢は袋状の壁に被われ、上面に小さな口が開く。子嚢は細長く、子嚢殻の底面に並んで子実層を作る。胞子が放出されると上端の口から出てくる。小さいものが多い。ただし、子嚢殻が菌糸が寄り集まってカーペット状などになった構造の中に生じる場合がある。これを子座(ストロマとも　stroma)というが、子座全体では大きなものになる例もある。
子嚢盤(Apothecium)
子実体の表面に細長い子嚢が並んだ子実層が作られるもの。子実体そのものは塊状、板状、杯状など多様。小さいものもあるが目立つ大きさになる例もある。典型的なのはチャワンタケなど。よく発達したものではアミガサタケのようにはっきりした柄を持つキノコ状となるが、その場合の子実層は傘の表面に並ぶ。
偽子嚢殻(Pseudothecium)
見かけは子嚢殻に似るが、形成過程が大きく異なる。上記の子実体は接合で生じた細胞に由来する菌糸で形成されるが、この型の子実体は、接合前の菌糸で作られる。つまり見かけ上の子実体は子座であり、子実層はその表面内部の空洞の中に作られる。そのため子実層を含む部分の形は子嚢殻によく似る。個々の子実層は小さいものが多いが、子実体全体は肉眼的大きさになる例もある。
上記の説明は典型的なものに関するものであり、実際には中間的なもの、判別の難しいものもある。たとえばケタマカビの子実体は球形に近くて先端に口があり、子嚢殻に見えるが、内部では子実層が明確でなく、子嚢は細長くない。
ラブールベニア類では微少な菌体表面に直接に子嚢をつけるが、これは子嚢殻と見なされている。それ以外に以下のようなものもある。
子実体を形成しないもの
酵母では個々の細胞がそのまま子嚢に変化する。またタフリナでは宿主植物の表面に子嚢を並べてつけるのみ。
地下性のもの。
トリュフのように、地中に塊状の子実体を形成するものがあり、それらでは内部に子実層が出来る。形態はさまざまであるが、子嚢盤から変化したものとされる。

## 生態
多くの子嚢菌は森林土壌や落葉、倒木などに出現する。それらの子実体は野外で観察することも出来るが、小さいものが多く、目につきにくい。また不完全菌(アナモルフ菌)の姿のカビとして生活している場合も多い。その生活、栄養源は多様である。植物病原菌としては、担子菌類のサビキン類、クロボキン類がよく知られるが、これに含まれない植物病原菌の大部分は子嚢菌系のアナモルフである。菌根形成菌はチャワンタケ目におおく知られる。水生不完全菌も多くが子嚢菌系で、そのテレオモルフ(完全世代)は水辺や水中で形成されるものが多い。
動物に関わるものとしては、ラブールベニア類は昆虫などの絶対的寄生菌で、非常に特殊化した群である。また冬虫夏草も子嚢菌である。

### 地衣類
地衣類は菌類と藻類の共生体として知られ、古くは植物の一つの分類群として扱われたこともある。だが、現在ではむしろ、菌類のあり方の一つと見なされ、菌類として分類されている。菌類としては担子菌や不完全菌の例もあるが、その大部分は子嚢菌であり、地衣類全体の中で子嚢菌が占める率は99%にもなる。また、子嚢菌の中で地衣化しているものの割合は46%に達し、子嚢菌のあり方としても地衣化は重要な位置を占める。子嚢菌に含まれる37目のうちで地衣化した種を擁するのは16目あり、そのうち6目では知られている種のすべてが地衣、7目では大部分が地衣である。

## 命名法
学名については、元来子嚢菌類と不完全菌類を別の基準に従い別群として分類したため、完全世代と不完全世代を別個に命名する規定があり、あとから同種とわかったため1つの種に2つの学名がある例も多い。たとえば〈イネばか苗病菌〉にはGibberella fujikuroi [交配群C]（完全世代）、Fusarium fujikuroi（不完全世代）の2つの名がある（同じ完全世代名の Gibberella fujikuroi でもA～Hの他の異なった交配群では別の不完全世代名が付けられている）。アオカビ属（不完全菌類としての学名は Penicillium）は子嚢菌類の Talaromyces など複数の属に相当する。
また地衣類の学名はそれを構成する子嚢菌の学名としても用いる。

## 分類
子嚢菌類の分類は、古くから混乱が多かった。古典的な分類では子実体の形質が重視され、子実体の形態によって、大きく4つに分けた。さらに子実体を形成しない半子嚢菌類と特殊な形態のラブールベニア類を独立させる。しかし、子実体の形態には中間的なもの、特殊なものが多々あり、それらの帰属について諸説があるので、どの菌がどの綱に含まれるか、あるいは綱以下の目の扱いなどが定まらなかった。以下にごく古典的な体系の例を示す。
子嚢菌門 Ascomycota
半子嚢菌綱 Hemiascomycetes：子実体を形成しない。
エンドミケス目：出芽酵母など・タフリナ目：植物寄生菌、サクラの天狗巣病菌など
不整子嚢菌綱 Plectomycetes：閉子嚢殻内に球形の子嚢が散在
ウドンコカビ目：うどん粉病菌など・ユーロチウム目：アオカビ、コウジカビの完全世代
核菌綱 Pyrenomycetes：子嚢果は子嚢殻、細長い子嚢が並ぶ。
タマカビ目：アカパンカビの完全世代・バッカクキン・冬虫夏草など
ラブルベニア菌綱 Laboulbeniomycetes：昆虫等の外骨格に寄生、菌糸体は縮小して個体的
ラブルベニア目
盤菌綱 Discomycetes：子嚢盤を形成
ビョウタケ目・ファキジウム目・チャシブゴケ目：地衣類・チャワンタケ目：チャワンタケ、アミガサタケなど・セイヨウショウロ目：セイヨウショウロなど
小房子嚢菌綱 Loculoascomycetes：2重膜の子嚢を子嚢子座などに形成
しかし分子系統によって類縁関係を判定するようになり、このような体系は大きな改変を迫られた。以下に示すのは、Hibbert et al.(2007)によるものである。細谷はこの体系について以下のような点を挙げている。
- この体系では子嚢殻と閉子嚢殻を形成する群が単系統をなすことがわかり、これらの形質が派生的であるとわかった。他方で盤菌類と小房子嚢菌類は多系統と判断された。子嚢菌類の子実体の進化過程について、まず子嚢盤が発達し、後に乾燥への対応としてそれを覆う殻が発達し、子嚢殻となり、また地中への進出から胞子を放出する必要がなくなって閉子嚢殻が発達したとの説があり、今回の体系はそれに符合している。
- 他方でペジザ亜門がきわめて大きく取られており、これは全体をしっかり分けたというよりは明確に区別できる群だけをとりあえずまとめて出したとの感がある。

- Ascomycota：子嚢菌門
  - Taphrinomycotina：タフリナ亜門
    - Taphrinomycetes
    - Neolectomycetes
    - Pneumocystidomycetes
    - Schizosaccharomycetes

  - Saccharomycotina：サッカロミケス亜門
    - Saccharomycetes

  - Pezizomycotina：ペジザ亜門
    - Arthonomycetes
    - Dothideomycetes
      - Dothideomycetidae
      - Pleosporomycetidae

    - Eurotiomycetes
      - Chaetothyrionycetidae
      - Eurotiomycetidae
      - Mycocaliciomycetidae

    - Laboulbeniomycetes
    - Lecanoromycetes
      - Acarosporonycetidae
      - Lecanoromycetidae
      - Ostropomycetidae

    - Leotiomycetes
    - Lichinomycetes
    - Orbiliomycetes
    - Pezizomycetes
    - Sordariomycetes
      - Hypocreomycetidae
      - Sordariomycetidae
      - Xylariomycetidae